# Campylocheta orbitalis
Campylocheta orbitalis là một loài ruồi trong họ Tachinidae.